# Manampoka
Manampoka is een geslacht van spinnen uit de familie Phyxelididae. Het geslacht werd voor het eerst wetenschappelijk gepubliceerd in 2012 door Griswold, Wood & Carmichael.
Het geslacht is monotypisch en kent één soort: Manampoka atsimo. De soort is endemisch in Madagaskar.